# Alexander Löfken
Alexander Löfken (* 10. August 1891 in Wesel; † 11. November 1971 in Bonn) war ein deutscher Ingenieur und Beamter.

## Leben
Löfken besuchte zunächst die Volksschule in Münster und erlangte 1912 einen Schulabschluss an einem Realgymnasium in Münster. Von August 1914 bis Dezember 1918 leistete er Kriegsdienst im Ersten Weltkrieg, zuletzt als Leutnant der Reserve im 1. Grenadier-Fußartillerieregiment. Er nahm ein Studium an der Technischen Hochschule Berlin auf und schloss 1920 mit dem akademischen Grad Diplom-Ingenieur ab.
Von August 1920 bis Februar 1923 war Löfken als Regierungsbauführer bei der städtischen Regierung Münster und bei der Bau- und Finanzdirektion in Berlin tätig. Im Februar 1923 legte er seine zweite Staatsprüfung im Hochbaufach (Regierungsbaumeisterexamen) ab. Von April 1923 bis August 1925 war er als Regierungsbaumeister bei der städtischen Regierung in Aachen tätig. Von August 1925 bis August 1926 war er Regierungsbaumeister beim Universitätsbauamt in Greifswald. Von August 1926 bis September 1929 war er als Hochbauvorstand in Neidenburg (Ostpreußen) tätig. Von September 1929 bis November 1932 war er Regierungsbaurat im Preußischen Finanzministerium in Berlin.
Am 5. September 1930 ehelichte er Wanda Overhues in Düren. Von November 1932 bis Dezember 1933 war er Regierungsbaurat/Dezernent bei der städtischen Regierung in Köln und zugleich Mitglied im Hochbauvorstand im Hochbauamt Köln. Zum 1. Mai 1933 trat er der NSDAP bei (Mitgliedsnummer 2.045.906). Von Dezember 1933 bis April 1940 war er als Referent und Gruppenleiter Bauwesen und Luftschutz (Gruppe 5 a) in der Abteilung II des Luftschutzamts im Reichsluftfahrtministerium tätig. In diesen Zeitraum fällt die Ernennung zum Oberregierungsbaurat (1. Oktober 1934), Ministerialrat (1. April 1936) sowie zum ordentlichen Mitglied des Fachausschusses Hochbauwesen der Akademie für Landesforschung und Reichsplanung (4. Mai 1936). Zudem promovierte Löfken am 26. August 1937 zum Doktor der Ingenieurwissenschaften.
Von April 1940 bis März 1941 war er Chef der Abteilung 6 Bauwesen im Luftwaffenverwaltungsamt des Reichsluftfahrtministeriums. Von diesem Posten schied er aufgrund angeblicher Verbindungen seiner Ehefrau mit einem Halbjuden zum 1. April 1941 gezwungenermaßen aus. Daraufhin wurde er Direktor des Bauunternehmens Boswau & Knauer in Berlin. Im März 1946 unterstützte Löfken den in einem Spruchkammerverfahren angeklagten Herbert Knothe, der als Oberregierungsbaurat im Reichsluftfahrtministerium tätig war.
Im Jahr 1950 trat Löfken in Münster als ehrenamtlicher Helfer der neugegründeten Bundesanstalt Technisches Hilfswerk (THW) bei. Nachdem er seit 1954 als Leiter der Abteilung Ausstattung und Luftschutz im Bundesverkehrsministerium tätig gewesen war, wurde er im April 1955 nach Otto Lummitzsch der zweite Direktor des THW. Am 31. Mai 1955 wurde ihm das Große Verdienstkreuz des Verdienstordens der Bundesrepublik Deutschland verliehen. Am 31. Mai 1958 trat er in den Ruhestand ein. Sein Nachfolger wurde Rudolf Schmid.